# Pereng (Prambanan)
Pereng is een bestuurslaag in het regentschap Klaten van de provincie Midden-Java, Indonesië. Pereng telt 1634 inwoners (volkstelling 2010).